# 双甲脒
双甲脒（Amitraz）是一种抗寄生虫药。商品名有Aazdieno、Acarac、Aludex、Amitraze、Avartin、Baam、Edrizan、Maitac、螨克（Mitac）、Mitaban、Triatox、Triatix、特敌克（Taktic）、Triazid、Topline、Tudy、Ectodex、Garial、Danicut、Ovidrex、Acadrex、Bumetran及Ovasyn等。
双甲脒是一种α－肾上腺素能激动剂.

## 用法
双甲脒是一种脒。它可作为杀虫剂和杀螨药来控制二斑叶螨、潜叶蝇、介壳虫及蚜虫。在棉花中，双甲脒可用于控制螟蛉虫、粉虱以及斜纹夜蛾。畜牧业中，则常用其来控制蜱、螨、虱及其它的动物寄生虫。美国国家环境保护局将双甲脒分类为第III类 - 轻微毒性。
由于可能会引起不可逆的肠道停滞，双甲脒不能用于马。

## 残留限量
根据中华人民共和国国家标准，双甲脒在食品中的最大残留限量分别是果菜0.5 mg/kg、梨果0.5 mg/kg、柑桔0.5 mg/kg、棉籽油0.05 mg/kg。